# Blue Tower
La Blue Tower es un rascacielos situado en la avenida de Sheikh Zayed Road, en el emirato de Dubái, en los Emiratos Árabes Unidos. La construcción de las 72 plantas de la Blue Tower comenzó en el año 2006 y finalizó en 2010. Mide 318 metros de altura. El rascacielos es mayoritariamente de uso residencial. Tiene 454 apartamentos repartidos por toda la torre. El edificio fue diseñado por el arquitecto Al Hashemi.

## Galería

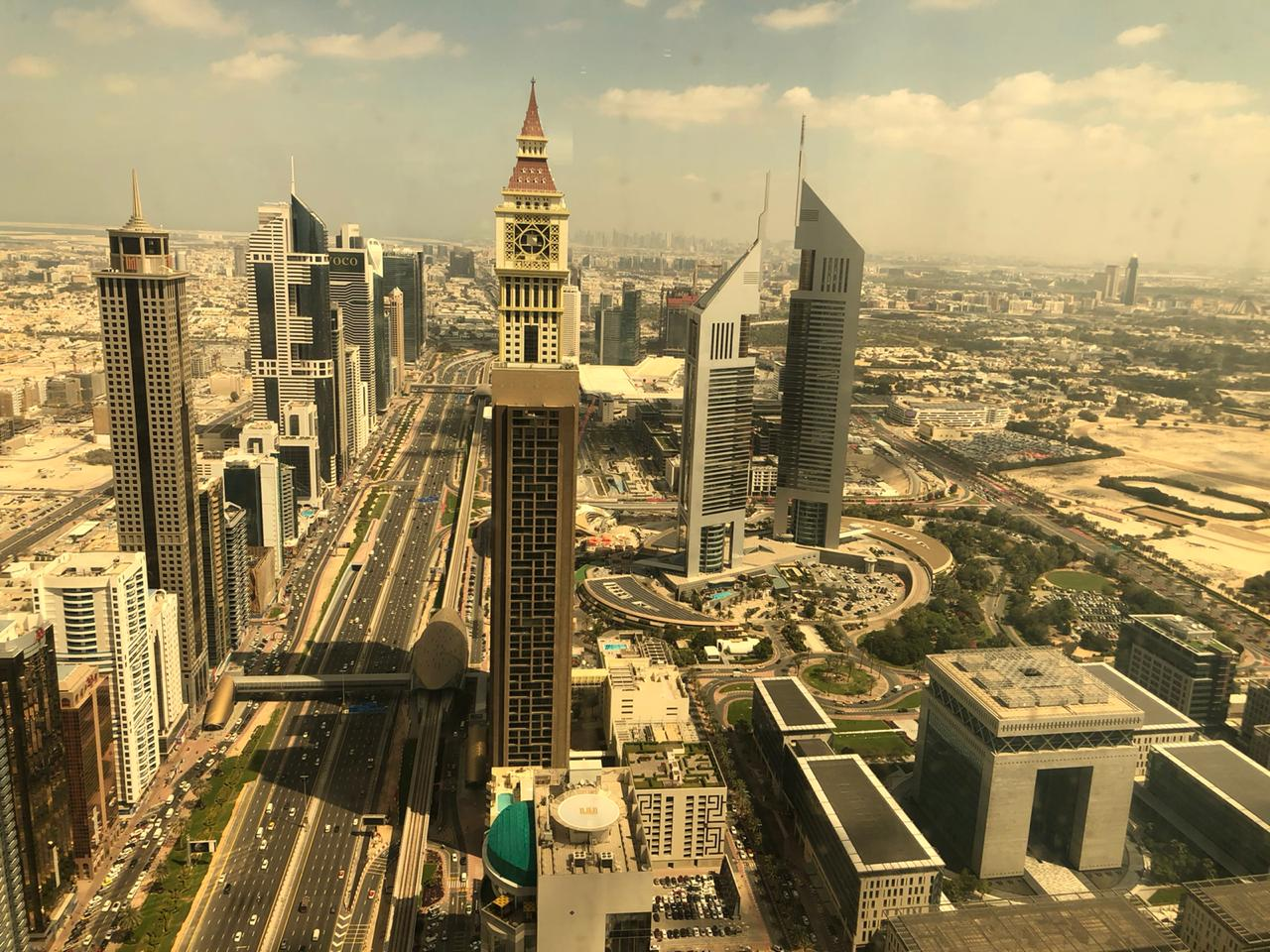
Blue Tower, a la izquierda de la "Sheik Zayed Road"
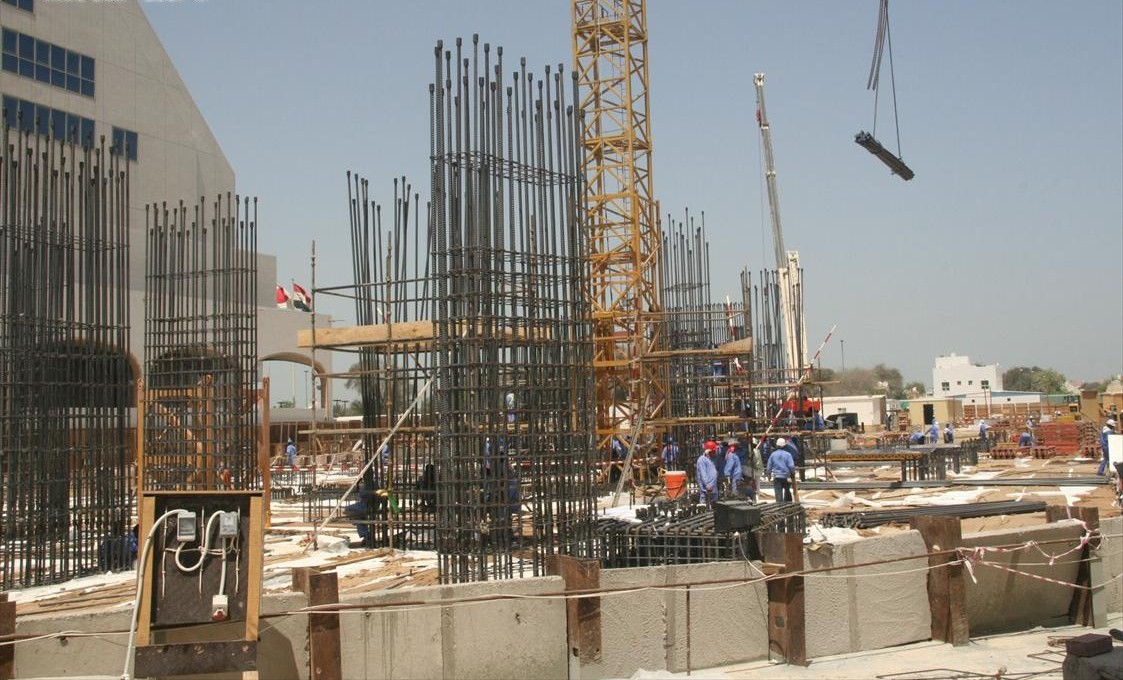
4 de mayo de 2007
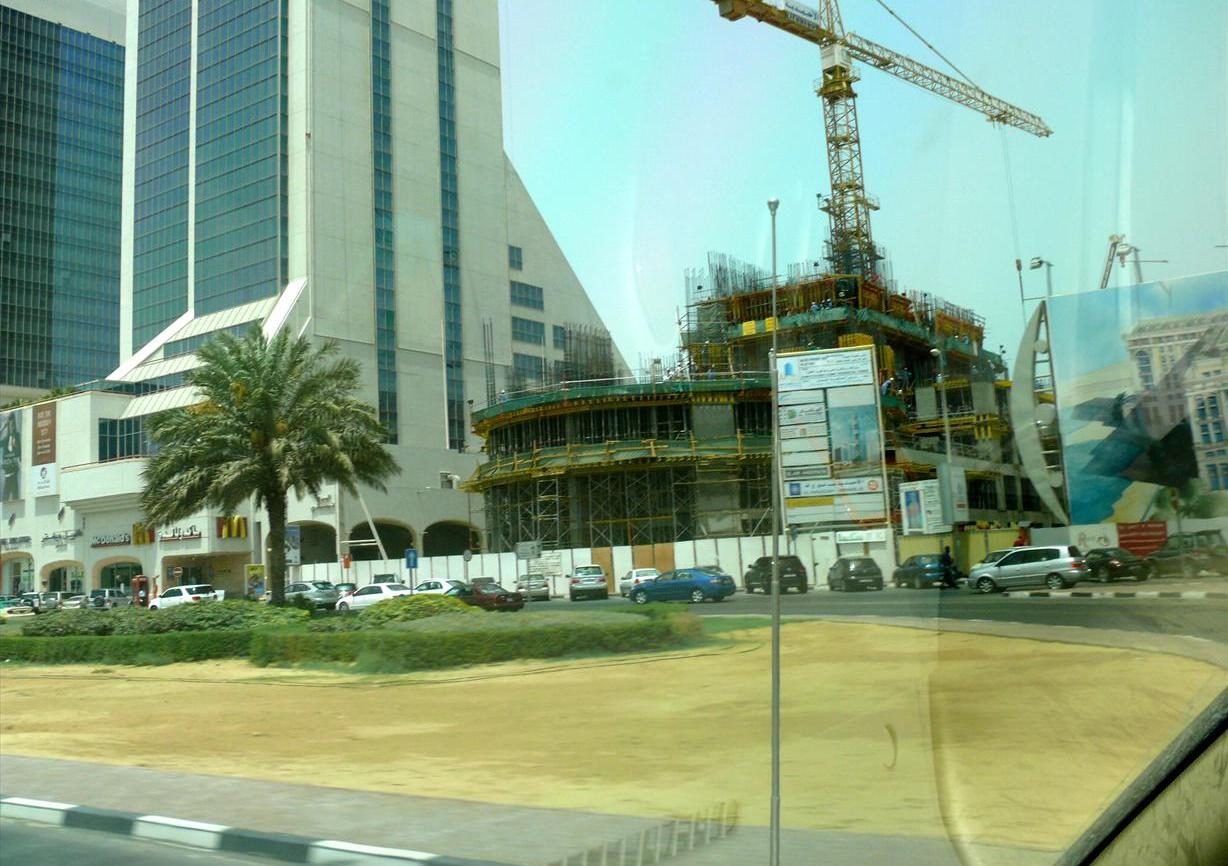
25 de julio del 2007
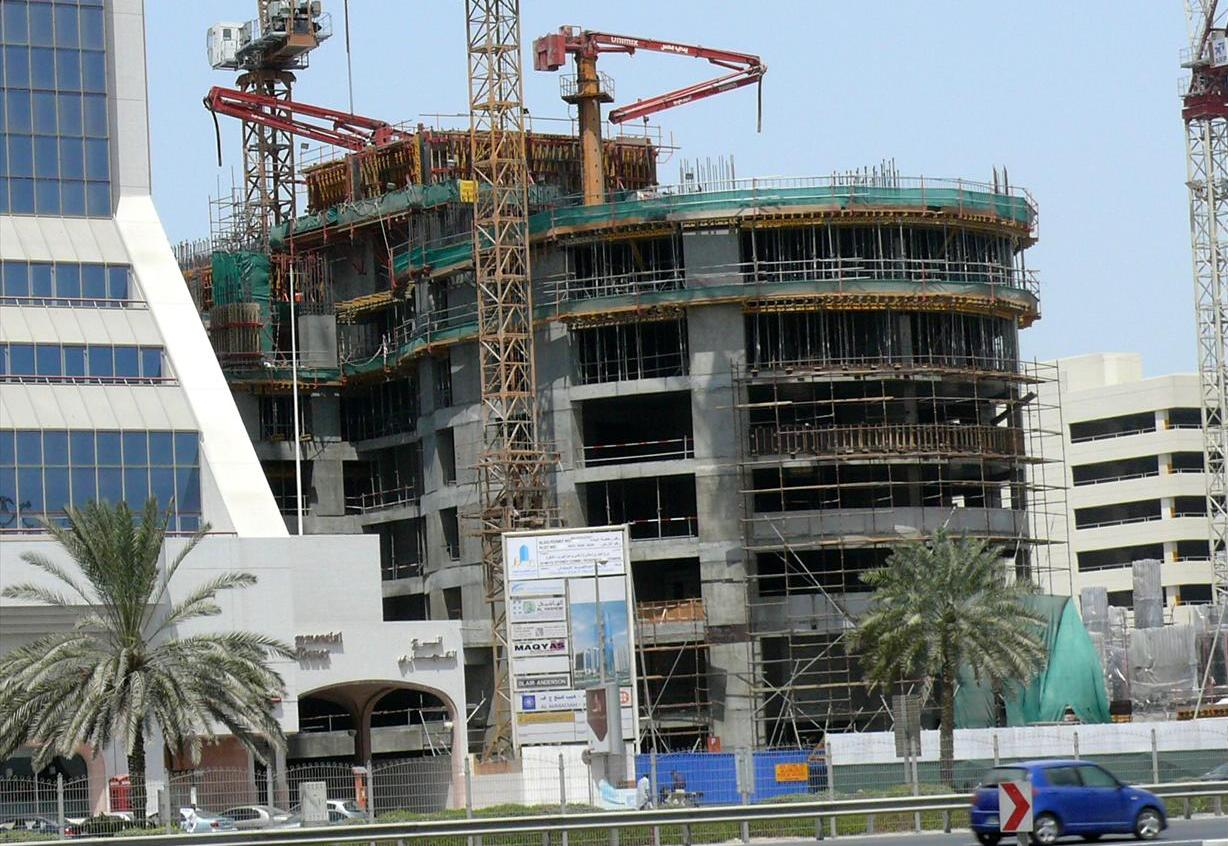
14 de septiembre del 2007
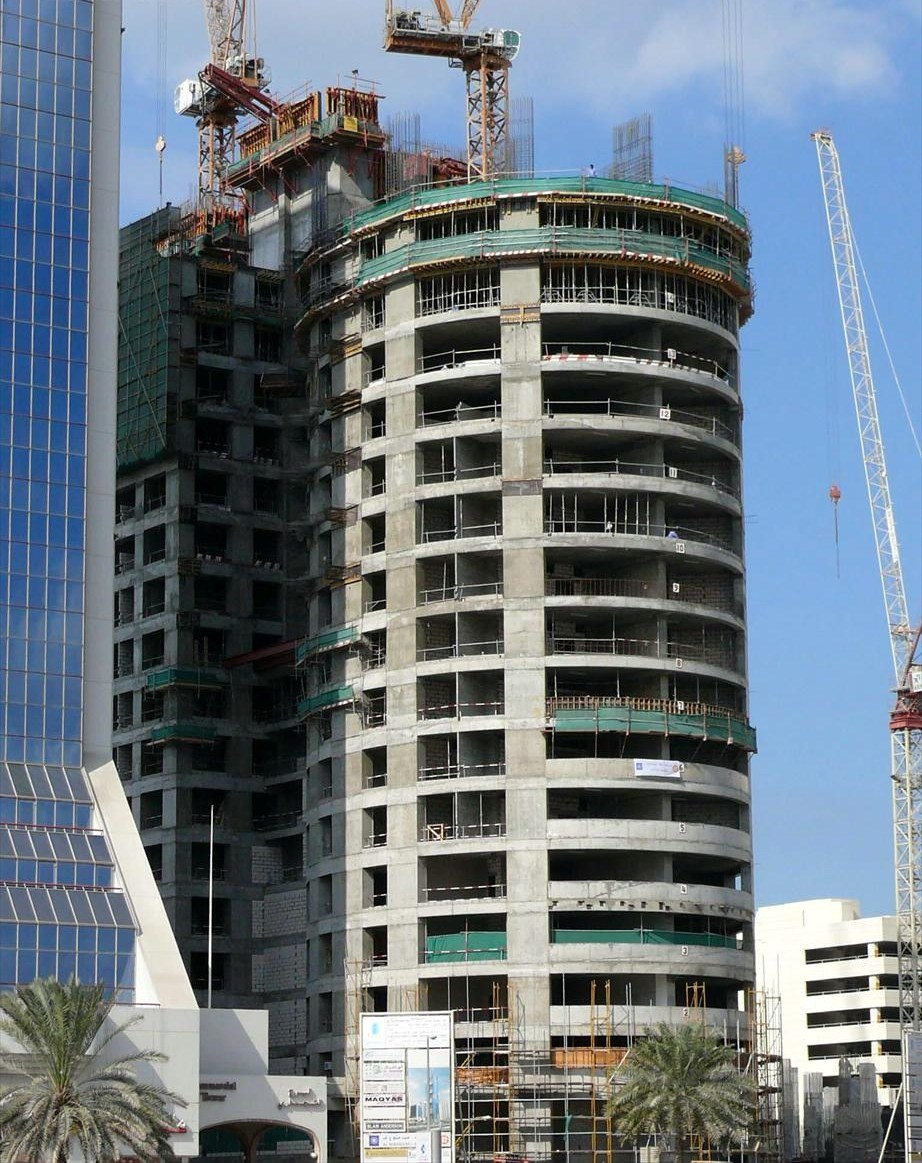
28 de diciembre de 2007
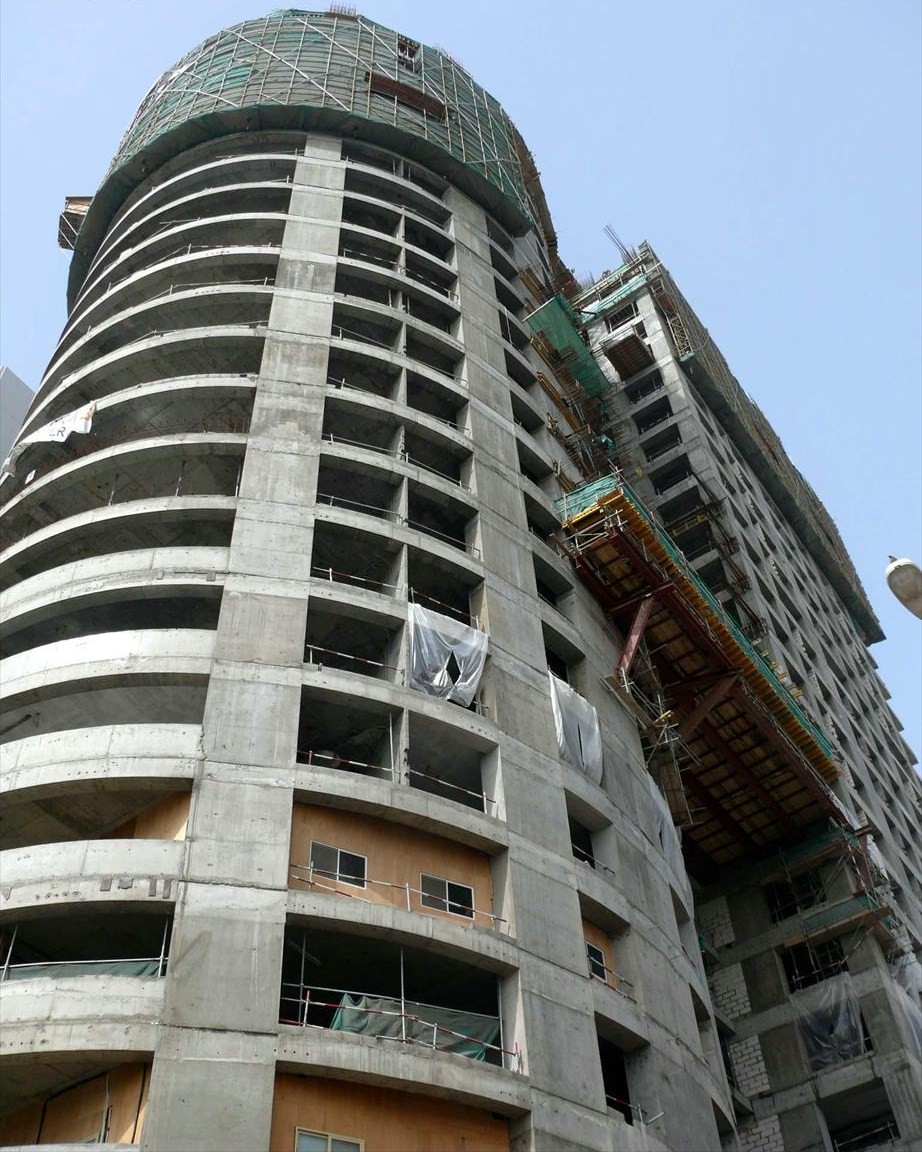
7 de marzo de 2008